# Комитет учёных, интересующихся Азией
Комитет учёных, интересующихся Азией (англ. Committee of Concerned Asian Scholars) — организация американских востоковедов, созданная в 1967 году в знак протеста против американской войны во Вьетнаме после того как Ассоциация по изучению Азии отказалась обсуждать вопросы, связанные с внешней политикой США. Члены организации заявляли о стремлении «бросить вызов интеллектуальной и организационной гегемонии учёных-либералов и выдвинуть альтернативы господствующим теориям в науке об Азии, которые служат эгоистичным либералам и экспансионизму».
В 1969 году один из руководителей Комитета, Ричард Каган, еще в 1969 году выступал против внешнеполитической линии, которой придерживались представители либерального направления. Он подчёркивал, что в США существуют формы давления на учёных и что в американской научной среде «растут семена маккартизма». Тогда же Комитет принял программное заявление, в котором подчеркивался антивоенный и антиимпериалистический характер деятельности этой организации, выступающей против американо-японского «договора безопасности», против расизма и империалистической интервенции США во Вьетнаме, за признание КНР и Национального фронта освобождения Южного Вьетнама и прекращение военной и экономической помощи США гоминьдановскому правительству.
В том же 1969 году один из руководителей этого комитета, Джим Пек (англ. Jim Peck), выступил в 1969 году на страницах издаваемого комитетом журнала Bulletin of Concerned Asian Scholars со статьёй, в которой подверг критике ученых и «американских наблюдателей по Китаю» за «пристрастный и необъективный» подход к трактовке многих важных проблем новой и новейшей истории этой страны. Пек предложил пересмотреть ряд устоявшихся в американской литературе положений, и в частности тезис о благотворном влиянии западного империализма на процесс «модернизации Китая». В 1970 году с ответом Дж. Пеку выступил один из самых видных представителей китаеведов-либералов, директор Восточноазиатского исследовательского центра при Гарвардском университете Джон Кинг Фэрбэнк, однако дальнейшего развития дискуссия не получила.
В 1972 году редакция Bulletin of Concerned Asian Scholars попыталась возобновить дискуссию, посвятив в одном из номеров специальный раздел вопросу о роли империализма в Китае. Было помещено краткое предисловие редактора и две статьи: профессора истории Колумбийского университета Э. Нейтана «Влияние империализма на Китай» и преподавателя истории Орегонского университета Джозефа Эшерика «Гарвард о Китае: апологетика империализма».
По мнению Дж. Эшерика, выводы и оценки, содержащиеся в книгах представителей «гарвардской школы» (Хоу Цзи-мина, Дж. Шрекера, Р. Майерса, а также в коллективном труде Дж. Фэрбенка, Э. Рейшауэра, А. Крэйга, равно как и в монографиях Дж. Фэрбенка и С. Эдшида), нельзя рассматривать как окончательные, хотя гарвардская школа в настоящее время стала «нормативным источником» для американского китаеведения. Явно адресуясь к своим коллегам—историкам-«радикалам», Дж. Эшерик заявляет, что ученые, которые хотят предложить альтернативы теориям «гарвардцев», прежде должны создать фундаментальные исследования по ключевым вопросам истории Китая (состояние ремесла, экономика «открытых портов» и т. д.). Сам же Дж. Эшерик преследует своей статьей «более скромную» цель: показать некоторые ошибочные аспекты «гарвардского подхода» и выдвинуть ряд предварительных соображений, которые могут быть использованы в дискуссии с гарвардской школой. Дж. Эшерик предлагает понимать под «влиянием империализма» ту перестройку, которую в результате иностранного вмешательства претерпевают экономика, общественная жизнь, политика и культура колониальных и зависимых стран, перестройку, служащую экономическим и политическим интересам стран-метрополий. В работах неолибералов, которых Дж. Эшерик называет апологетами империализма, этот процесс рассматривается как часть процесса «модернизации». Сам же Эшерик считает, что «империализм вызывал экономические, социальные и политические кризисы, отклонения от нормального пути развития и нестабильность, что делало модернизацию любого буржуазно-демократического типа невозможной».